# Sarańczuki
Sarańczuki – wieś na Ukrainie w rejonie tarnopolskim (do 2020 w  brzeżańskim) należącym do obwodu tarnopolskiego.
W II Rzeczypospolitej miejscowość w powiecie brzeżańskim województwa tarnopolskiego.
W marcu 1944 nacjonaliści ukraińscy z OUN-UPA zamordowali 16 Polaków.
Urodził się tu ukraiński profesor Myron Horoszko.